# Праведники народов мира в Швейцарии
Праведники народов мира в Швейцарии — швейцарцы, спасавшие евреев в период Холокоста, которым присвоено почётное звание «Праведник народов мира» израильским Институтом Катастрофы и героизма «Яд ва-Шем». Такие звания присвоены 49 швейцарцам.
Это звание присвоено лишь части тех людей, которые принимали участие в спасении евреев. Многие случаи невозможно доказать из-за отсутствия свидетелей, некоторые не соответствуют критериям присвоения звания. Так, в книге «Les Justes suisses» историка Франсуа Визарда рассказано о почти 60 швейцарцах, спасавших евреев. Он пишет о недостатке информации о деятельности праведников и её ценности с точки зрения образования. Наиболее известными из швейцарских праведников являются дипломат Карл Луц и полицейский Пауль Грюнингер. Визард отмечает трудности с отнесением отдельных праведников к Швейцарии или к другой стране. Одним из примеров является Билл Баразетти, родившийся в Швейцарии, но потерявший швейцарское гражданство в возрасте двух лет.
В основном швейцарские праведники действовали в следующих сферах:
- Помогали еврейским беженцам с пересечением швейцарской границы (большей частью в 1938—1939)
- Укрывали их в оккупированной Франции, Бельгии, на территории самой Германии.
- Обеспечивали укрытие и защиту от нацистов в Будапеште в 1944 году
- Помогали евреям в Праге, Польше и некоторых других местах.

## Список
| Имя                                                                                         | Номер  | Дата присвоения звания | Место присвоения звания                   | Информация о подвиге |
| ------------------------------------------------------------------------------------------- | ------ | ---------------------- | ----------------------------------------- | --- |
| Элизабет Айденбенц нем. Elisabeth Eidenbenz                                                 | 9565   | 18 декабря 2001        | Эльне, Франция                            | Сотрудница швейцарского Красного Креста, вопреки распоряжениям руководства «не вмешиваться в политику», спасала еврейских женщин и детей на юге Франции. |
| Билл Баразетти нем. Bill Barazetti                                                          | 5904   | 27 октября 1993        | Прага, Чехия                              | Был одним из организаторов операции «Киндертранспорт» по эвакуации в Великобританию еврейских детей из Праги в 1938—1939. |
| Жанна Берхманс фр. Jeanne Berchmans                                                         | 5025   | 6 октября 1991         | Тонон-ле-Бен, Франция                     | Укрывала еврейских беженцев в монастыре в Тонон-ле-Бене во Франции. |
| Жан Бове фр. Jean Bovet                                                                     | 4390.1 | 4 октября 1989         | Аршамп, Франция                           | Приходской священник в Верхней Савойе. В сентябре 1942 года спас Бернхарда Блюменкранца и помог ему бежать в Швейцарию. |
| Фридель Бони-Райтер фр. Friedel Bohny-Reiter                                                | 4681.1 | 16 июля 1990           | Ривесальтс, Франция                       | Август Бони в 1941 году организовал в Шамбон-сюр-Линьоне детский дом, где вместе с Фридель и в сотрудничестве с местным сопротивлением они укрывали еврейских детей. |
| Август Бони фр. August Bohny                                                                | 4681   | 16 июля 1990           | Шамбон-сюр-Линьон, Франция                | Август Бони в 1941 году организовал в Шамбон-сюр-Линьоне детский дом, где вместе с Фридель и в сотрудничестве с местным сопротивлением они укрывали еврейских детей. |
| Фридрих Борн нем. Friedrich Born                                                            | 3560   | 4 января 1987          | Будапешт, Венгрия                         | Представитель Международного Красного Креста в Венгрии, спас от 11 до 15 тысяч человек, в том числе около 7000 детей. |
| Бенедикт Бруншвайлер нем. Benedikt Brunschweiler                                            | 11005  | 5 декабря 2007         | Паннонхальма, Венгрия                     | Швейцарский бизнесмен, действовал в 1944 году как представитель Международного Красного Креста в Венгрии, укрывал евреев в Паннонхальме, спас минимум 25 еврейских детей. |
| Антон Бюлер нем. Anton Buhler                                                               | 8976   | 1 марта 2001           | Кур                                       | Начальник полиции по делам иностранцев в кантоне Граубюнден на австрийско-швейцарской границе, в обход инструкций дал разрешение на допуск в Швейцарию еврейским беженцам. |
| Эдгар и Элиза Вассерфаллен нем. Edgard & Elise Wasserfallen                                 | 9040   | 13 августа 2000        | Лассаль, Франция                          | Укрывали евреев в Лассале на юге Франции. |
| Эрнест Витвер нем. Ernest Wittwer                                                           | 8123   | 22 июня 1998           | Гре, Франция                              | Прятал двух еврейских мальчиков на своей ферме во Франции, а затем помог им нелегально попасть в Швейцарию. Был приговорён к 60 дням тюрьмы, приговор был отменён в 2004 году. |
| Марк и Жанна Гандер нем. Mark & Jane Gander                                                 | 13079  | 23 июня 2015           | Брунате, Италия                           | Прятали еврея Солли Джаффе. |
| Альберт Гросс нем. Albert Gross                                                             | 4096   | 5 марта 1989           | концлагерь «Гюрс», Франция                | Священник, помогал спастись евреям — узникам концлагеря «Гюрс» во Франции. |
| Пауль Грюнингер нем. Paul Gruninger                                                         | 680    | 20 апреля 1971         | Санкт-Галлен                              | Начальник полиции кантона Санкт-Галлен. Спас 3 601 еврея-беженца из Германии и Австрии, пропустив их через границу по поддельным документам. Был осуждён к тюремному заключению и штрафу                                                                                                   |
| Вальтер и Эмма Джаннини                                                                     | 8918   | 18 апреля 2000         | Фаверж, Франция                           | Сотрудники учреждения Швейцарский Красный Крест в Фаверже (Верхняя Савойя, Франция). В августе 1943 года помогли двум еврейским девочкам нелегально перейти французско-швейцарскую границу.                                                                                                |
| Морис Дюбуа фр. Maurice Dubois                                                              | 3195   | 2 мая 1985             | Монтегю-Планторель, Франция               | Помогал еврейским беженцам на юге Франции в районе Тулузы. Спас от депортации в лагеря смерти 45 еврейских детей. |
| Артюр и Вильгельмина Жаккар, их дочь Рут Монне фр. Arthur & Wilhelmine Jaccard, Ruth Monney | 11135  | 28 ноября 2007         | Лабальм, Франция                          | Укрывали евреев на своей ферме в Лабальме |
| Анна-Мари Им Хоф-Пиге фр. Anne-Marie Im Hof-Piguet                                          | 3195.2 | 16 июля 1990           | Монтегю-Планторель, Франция               | Помогала еврейским беженцам нелегально пересекать французско-швейцарскую границу |
| Пауль и Мэй Калам-Россет фр. Paul & May Calame-Rosset                                       | 8119   | 22 июня 1998           | Брюссель, Бельгия                         | Укрывали евреев в своём доме в Брюсселе во время немецкой оккупации Бельгии. |
| Артюр и Жанна Лавернья фр. Arthur & Jeanne Lavergnat                                        | 4429   | 31 мая 1990            | Женева                                    | Помогали еврейским беженцам нелегально пересекать французско-швейцарскую границу. |
| Карл и Гертруда Лутц фр. Carl & Gertrud Lutz                                                | 46     | 24 марта 1964          | Будапешт, Венгрия                         | Вице-консул Швейцарии в Будапеште, вместе с женой спасли около 10 тысяч еврейских детей. |
| Эмиль и Лина Марклэй, а также их дочь Маргарита фр. Emile, Lina & Marguerite Marclay        | 9158   | 25 декабря 2000        | Шампери                                   | Давали приют нелегальным еврейским беженцам на территории Швейцарии. |
| Ида Мюллер и её сестра Жанетт Кармен фр. Ida Muller & Jeanette Carmen                       | 13194  | 11 апреля 2016         | Рим, Италия                               | Спасали евреев в Италии. |
| Рёсли Неф нем. Roslï Näf                                                                    | 3195.1 | 7 мая 1989             | Монтегю-Планторель, Франция               | Сотрудница швейцарского Красного креста, помогала еврейским детям-беженцам на юге Франции. |
| Эрнест Продолье нем. Ernest Prodolliet                                                      | 2393   | 18 ноября 1982         | Брегенц (Австрия), Амстердам (Нидерланды) | Швейцарский консул в Брегенце (Австрия), в 1938—1939 выдал евреям сотни транзитных виз, невзирая на директивы руководства. Впоследствии, работая в посольстве Швейцарии в оккупированном немцами Амстердаме (Нидерланды) до 1942 года также оказывал помощь евреям и укрывал в своём доме. |
| Фредерик Реймон нем. Frédéric Reymond                                                       | 7882   | 22 декабря 1997        | Ле Сентье                                 | Швейцарской разведчик в оккупированной Франции, помогал евреям нелегально пересекать швейцарскую границу, сотрудничал с Анной-Мари Им Хоф-Пиге. |
| Маргарита Тоблер нем. Margareta Tobler                                                      | 9123   | 29 октября 2000        | Монтегю-Планторель, Франция               | Сотрудница швейцарского Красного креста, помогла двум еврейским девушкам нелегально пересечь французско-швейцарскую границу. |
| Харальд Феллер нем. Harald Feller                                                           | 8575   | 15 июля 1999           | Будапешт, Венгрия                         | Временный поверенный швейцарского представительства в Венгрии, спасал евреев в Будапеште. |
| Анна Флешер (Ризен) нем. Anna (Riesen) Flescher                                             | 11155  | 20 августа 2007        | Рим, Италия                               | Спасла Иосифа Флешера, прятала его в своей квартире, впоследствии после войны вышла за него замуж. |
| Эрнст Фонруфс нем. Ernst Vonrufs                                                            | 9044   | 12 декабря 2000        | Будапешт, Венгрия                         | Вместе с Петером Цурхером спасали евреев в Будапеште в 1944 году. |
| Вильям и Лаура Франкен нем. William Francken                                                | 7840   | 22 декабря 1997        | Новель, Франция                           | Помогали еврейским беженцам нелегально пересекать французско-швейцарскую границу. |
| Жан-Эдуард Фридрих нем. Jean-Edouard Friedrich                                              | 8206   | 19 июля 1999           | Берлин, Германия                          | Представитель Международного Красного Креста в Берлине, помог Герберту и Лотте Стросс бежать из Германии в Швейцарию в 1943 году. |
| Петер Цюрхер нем. Peter Zurcher                                                             | 8223   | 22 октября 1998        | Будапешт, Венгрия                         | Вместе с Эрнстом Фонруфсом спасали евреев в Будапеште в 1944 году. |
| Ганс Шафферт нем. Hans Schaffert                                                            | 328    | 4 апреля 1967          | концлагерь «Гюрс»                         | Протестантский священник, помогал евреям в концлагере Гюрс в оккупированной Франции. |
| Марта Шмидт нем. Marta Schmidt                                                              | 5784   | 25 июля 1993           | Сен-Антем, Франция                        | Прятала четырёх еврейских девочек в Савойе (Франция). |
| Якоб Шпириг-Рисбахе нем. Jakob Spirig                                                       | 11115  | 6 августа 2007         | Дипольдзау                                | Помогал евреям нелегально пересекать австрийско-швейцарскую границу. |
| Себастьян Штайгер нем. Sebastian Steiger                                                    | 3195.4 | 11 марта 1993          | Монтегю-Планторель, Франция               | Сотрудник швейцарского Красного креста, помогал скрываться евреям в оккупированной Франции. |